# Viczián Ottó
Viczián Ottó (Kazincbarcika, 1974. június 5. –) Jászai Mari-díjas magyar színész, a Soproni Petőfi Színház örökös tagja.

## Élete
1996-ban végzett a Színház- és Filmművészeti Főiskolán, majd a Madách Színházhoz szerződött, ám 10 év után, 2007-ben más prózai színészekkel együtt megvált a társulattól. 2007-től a Soproni Petőfi Színházban játszott, 2011-től a Turay Ida Színház tagja volt. 2011-ben Jászai Mari-díjat kapott a magyar Köztársasági Elnöktől. 2017-től az Újszínház tagja, 2021-2023 között a színház művészeti vezetője volt. 2024-től a Pesti Magyar Színház színésze.
Bár elsősorban színpadi színész, mégis hangja tetté ismertté, sok film és sorozat fő vagy főbb szereplőjének adta a hangját, többek között ő Adrien Brody (A zongorista) és Brendan Fraser állandó magyar szinkronja. A Digi Life, a Digi World és a Digi Animal World egyik hivatalos hangja.

## Fontosabb szerepei

### Színház
- Várkonyi Mátyás: Sztárcsinálók
- Edmond Rostand: A sasfiók – A reichstadti herceg
- Romain Weingarten: A nyár – Simon
- Várkonyi-Bródy: Will Shakespeare… – Will
- Ken Ludwig: Csillagok Buffaloban – Howard
- Herman Wouk: Zendülés a Caine hadihajón – Junius Urban jelzőszázados
- Heiner Müller: Drachenoper – Lanzelot (Berlin)
- Jókai Mór: A bolondok grófja – a gróf
- Pozsgai Zsolt: Szerelmes etűdök – Mozart
- John Steinbeck: Egerek és emberek – Curley
- Tennessee Williams: Üvegfigurák – Tom Wingfield
- F. Dürrenmatt: Írói élmény – Látogató
- Németh László: Cseresnyés – Völgyes Rudolf
- Bognár László: Élektra – Oresztész
- Bitó László: Ábrahám és Izsák – Izsák
- Stein-Bock-Harnick: Hegedűs a háztetőn – Fegyka
- Arthur Miller: Édes fiam – Chris Keller
- William Shakespeare: Hamlet, dán királyfi – Hamlet
- Leonard Gershe: A pillangók szabadok – Don Baker
- Görgey Gábor: Komámasszony, hol a stukker? – Kiss

### Film
- Szalmabábuk lázadása (2001)
- A boldogság színe (2003)
- Kaffka Margit és Bauer Henrik (2003)
- Thelomeris – Sorsvonalak (2009)
- Ariadne barlangjai – Húsz év a Pilis mélyén (2013) narrátor

### Szinkronszerepei
- 4400: Tom Baldwin (Joel Gretsch)
- Prometheus: David (Michael Fassbender)
- Acapulcói kaland: Mike Windgren (Elvis Presley)
- Alien Covenant: David, Walter(Michael Fassbender)
- Ally McBeal: Richard Fish (Greg Germann – első hang)
- Angyalok Amerikában: Prior Walter (Justin Kirk)
- A szupercsapat: Templeton Peck /Szépfiú/ (Dirk Benedict)
- Beverly Hills 90210: Colin Robbins (Jason Wiles)
- Beverly Hills-i nindzsa: Goblei (Robin Shou)
- Bleach 3. évad: Ashido Kano (Kase Yasuyuki) (japán), (Travis Willingham) (angol)
- Brooklyn South: Clement Johnson rendőr (Richard T. Jones)
- Büszkeség és balítélet: Mr. Wickham Rupert Friend
- Calcium kölyök: Pete Wright (Tamer Hassan)
- Cobra 11: Chris Ritter (Gedeon Burkhard)
- A csillagjegyek ura: Loïc Daguerre (Boris Terral)
- Deadwood: Seth Bullock (Timothy Olyphant)
- Death Note: L (Yamaguchi Kappei) (japán), (Alessandro Juliani) (angol)
- Doki: dr. Clint ’Doc’ Cassidy (Billy Ray Cyrus)
- Doktor Addison: dr. Cooper Freedman (Paul Adelstein)
- Dr. Csont: dr. Jack Hodgins (T.J. Thyne)
- Dutyidili: Harry Fletcher (Larry Riley)
- Az elveszett világ: Lord John Roxton (William Snow)
- Én és a hercegem 2. – A királyi esküvő : Edvard király (Luke Mably)
- Esmeralda: Adrián Lucero (Alejandro Ruiz)
- Ezel: Kenan İmirzalıoğlu (Ezel Bayraktar)
- A farm ahol élünk: John Carter (Stan Ivar)
- Fedőneve: Donnie Brasco: Joseph D. Pistone/Donnie Brasco) (Johnny Depp)
- Flipper a delfin: Dean Gregson (Scott Michaelson)
- Fullmetal Alchemist - A bölcsek kövének nyomában: Sebzett - Scar (Okiayu Ryotaro) (japán), (Dameon Clarke) (angol)
- Fullmetal Alchemist: Testvériség: Sebzett - Scar (Miyake Kenta) (japán), (J. Michael Tatum) (angol)
- A Gyűrűk Ura 2, 3: Éomer (Karl Urban)
- A halál ára: Raphael (Johnny Depp)
- A harc törvénye: Louis Malone nyomozó (Louis Mandylor)
- Harmadik műszak: Tyrone ’Ty’ Davis, Jr. (Coby Bell)
- Hawaii üzenetek: Richard DeMorra (Richard Grieco)
- A holtsáv: Johnny Smith (Anthony Michael Hall – első hang)
- Az igazság bajnokai: Danny Burke (David Gail)
- Az igazság harcosai: Charles Conti (Jason O’Mara)
- InuYasha, a film – Az időt felülmúló szerelem : Menoumaru (Seki Tomokazu) (japán), (Vincent Gale) (angol)
- Jack és Bobby: Tom Wexler Graham (Bradley Cooper)
- Jack és Jill: David ’Jill’ Jillefsky (Ivan Sergei)
- Jack Hunter – Ugarit elveszett kincse: Jack Hunter (Ivan Sergei)
- Kung Fu – A legenda folytatódik: Peter Caine (Chris Potter)
- Kettős bevetés: Karl-Heinz Dilba (Jockel Tschiersch)
- L.A. Heat – Halálos páros: Chester ’Chase’ McDonald nyomozó (Wolf Larson)
- M, mint muskétás: D'Artagnan (Tobias Mehler)
- Madison: R.J. Winslow (Jonathan Scarfe)
- Ments meg!: Franco Rivera (Daniel Sunjata)
- Mielőtt felkel a Nap: utcai költő (Dominik Castell)
- Monte Cristo grófja: Bertuccio (Sergio Rubini)
- A múmia – A Sárkánycsászár sírja: Rick O’Connell (Brendan Fraser)
- Nancy ül a fűben: Dean Hodes (Andy Milder)
- A törvényen kívüli: Ned Kelly (Heath Ledger)
- New York sűrűjében: Jimmy Flynn különleges ügynök (FBI) (Titus Welliver)
- Ray Donovan: Ray Donovan (Liev Schreiber)
- Rex felügyelő: Alexander Brandtner (Gedeon Burkhard)
- Róma: Mark Antony (James Purefoy)
- Rosalinda: Fernando José Altamirano del Castillo (Fernando Carrillo)
- Rubi az elbűvölő szörnyeteg: Héctor Ferrer Garza (Sebastián Rulli)
- A sivatag szerelmesei: Andres Bustamante (Francisco Gattorno)
- Strange Days – A halál napja: Lenny Nero (Ralph Fiennes)
- Szerelmek Saint Tropez-ban: Benjamin Lauset (Grégory Fitoussi)
- Szeretni bolondulásig: dr. Sergio Zambrano (Gerardo Murguía)
- A színfalak mögött: Tom Jeter (Nathan Corddry)
- Szívtipró gimi: Costa ’Con’ Bordino (Salvatore Coco)
- A szökés: Donald Self (Michael Rapaport)
- Szulejmán: Pargali Ibrahim pasa (Okan Yalabık)
- Szuper csapat: Templeton ’Faceman’ Peck hadnagy (Tim Dunigan/Dirk Benedict)
- Titokzatos Násztya: Sándor orosz cárevics (Dmitrij Iszajev)
- Tengeri őrjárat: Angelo Sammarco (Lorenzo Crespi)
- Tudorok: Thomas Cranmer (Hans Matheson)

-a tökéletes esküvő
- Undercover – A titkos csapat: Jake Shaw (Jon Seda)
- Az ügynökség: Matt Callan (Gil Bellows)
- Vágyak földje: Pierre/Louis (Xavier Deluc)
- Visszatérés az édenbe: Tom McMaster (Warren Blondell)
- Dogma: Azrael (Jason Lee)
- Még mindig tudom, mit tettél tavaly nyáron: Will Benson (Matthew Settle)
- A mandzsúriai jelölt: Raymund Shaw (Liev Schreiber)
- A zongorista: Wladyslaw Szpilman (Adrien Brody)
- Einstein és Eddington: Sir Arthur Eddington (David Tennant)
- Ezel: Ezel Bayraktar (Kenan İmirzalıoğlu)
- Karol - Az ember, aki pápa lett: Karol Wojtyła (Piotr Adamczyk)
- Karol - A pápa, aki ember maradt: Karol Wojtyła (Piotr Adamczyk)
- Zorro álarca: Harison Love kapitány (Matt Letscher)
- Az akolitus: Sol mester (I Dzsongdzse)

## Díjai
- Jászai Mari-díj (2011)
- Magyarszinkron.hu közönségdíja, amit a közönség szavazása alapján osztottak ki (2017)